# Osseti

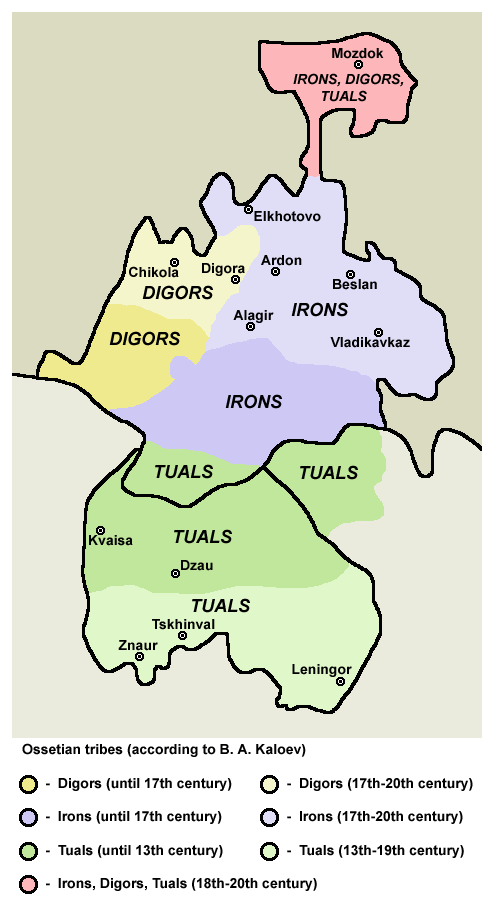
Tribù ossete (secondo B. A. Kaloev)

Gli osseti sono il gruppo etnico di maggioranza dell'Ossezia, regione storica a nord del Caucaso, al confine tra Georgia e Russia e oggi amministrativamente divisa in Ossezia del nord (Russia) e Ossezia del Sud (Georgia). Gli osseti parlano la lingua osseta, nella famiglia delle lingue iraniche.

## Etimologia
Il toponimo "Ossetia" ha radici georgiane. I russi originariamente chiamavano gli osseti con il termine "jas", ma nel XIV secolo cominciarono ad usare il termine "osseti" come derivazione della nazione osseta, mentre nella lingua osseta si utilizza il termine "iratta" per il popolo e "iriston" per la patria. Nella lingua georgiana i termini "Alania" e "alani", antico popolo iranico, riconducono agli osseti.

## Storia
Gli Osseti discendono dall'antico popolo di origine iranica degli Alani, facenti parte del più vasto gruppo dei Sàrmati, e dagli Sciti. Divennero cristiani durante il medioevo sotto l'influenza bizantina. Nell'VIII secolo emerse nel nord del Caucaso un regno alano stabile, nelle regioni della Circassia e dell'Ossezia del nord. Al culmine della sua potenza, il Regno degli Alani era un punto di riferimento per le tratte commerciali della via della seta e aveva un temuto esercito. Strappati via dalle loro regioni originarie (a sud dell'odierno fiume Don, in Russia) durante le invasioni mongole, migrarono verso le zone montagnose del Caucaso, dove formarono tre distretti territoriali distinti:
- Digor
- Tualläg
- Iron

## Religione
Oggi la maggioranza degli osseti, sia dell'Ossezia meridionale sia di quella settentrionale, sono fedeli alla Chiesa ortodossa. In precedenza gli osseti facevano riferimento ad una mitologia detta Ciclo dei Narti, messa per iscritto per la prima volta nel 1868.